# Toussaint Mercuri
Pour les articles homonymes, voir Mercuri.

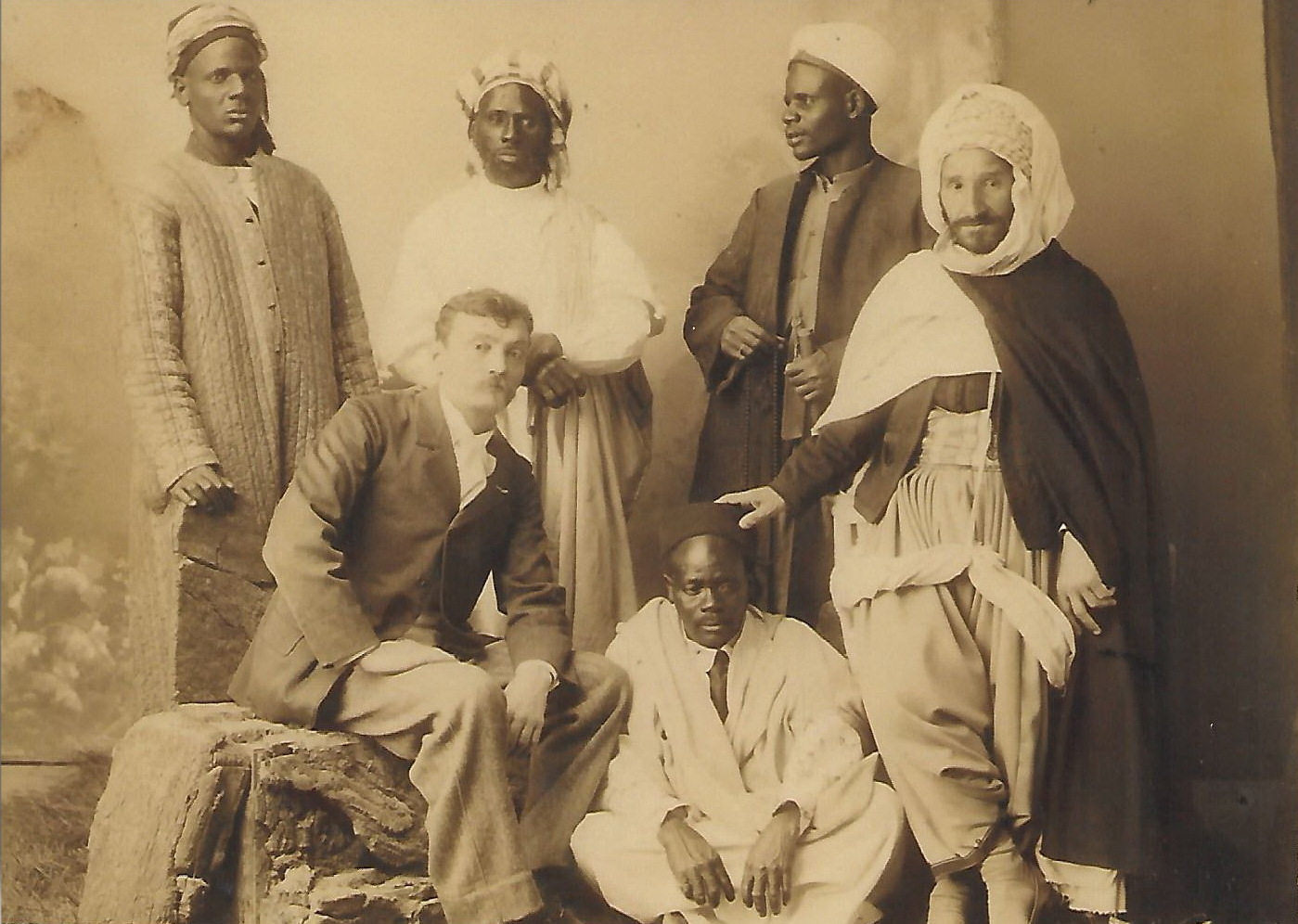

Toussaint Mercuri (Letia, 11 juillet 1871 - Ndélé, 11 juillet 1902) est un explorateur français.

## Biographie
Né en corse, il part très jeune en Algérie, à Lucet où, parlant arabe, Ferdinand de Béhagle le choisit en 1897 comme chef de convoi de son expédition visant à entrer en contact avec les sultans Rabah et Senoussi, neveu de Rabah pour s'en faire des alliés.
Tandis que de Béhagle poursuit son chemin vers Rabah (qui l'assassinera quasiment dès leur premier contact), Mercuri poursuit sa route à la rencontre de Senoussi (juillet 1898), il atteint Ndélé en janvier 1899 où Senoussi finit par sympathiser avec lui, et le garde à ses côtés plus d'un an. Henri Bretonnet le rejoint et lui donne la fonction de résident de France au Dar Kouti.
En juillet 1899, il accueille à Ndélé la mission Bonnel de Mézières qui lui apprend la mort de Béhagle. Il quitte la ville en janvier 1900 et revient à Loango par le Gribingui et Bangui.
Du Tchad, il ramène plusieurs spécimens destinés au Muséum d'histoire naturelle comme la Streptopelia senegalensis senegalensis ou le Mesopicos goertae.
Il ramène de son épopée un album de 130 photos qui seront confiées à sa famille et qui viennent d'être pour la première fois d'être publiées (2018) sur le site Flickr par son petit neveu.
En 1901, il devient négociant en ivoire et en caoutchouc à Fort-Crampel où il s'oppose aux autorités militaires. Il meurt des suites d'une fièvre à Ndélé en 1902. Le sultan, très affecté par sa disparition, ordonne le sacrifice de dizaines de bœufs selon le rite traditionnel.

## Travaux
- Dans le Centre Africain. Trois ans et demi au sud du Tchad, 1900